# Atsuo Asami
| (13691) Akie          | 30. September 1997 |
| (13815) Furuya        | 22. Dezember 1998  |
| (17683) Kanagawa      | 10. Januar 1997    |
| (39799) Hadano        | 23. Oktober 1997   |
| (47086) Shinseiko     | 10. Januar 1999    |
| (55875) Hirohatagaoka | 1. November 1997   |
| (152647) Rinako       | 29. Oktober 1997   |

Atsuo Asami (jap. 浅見 敦夫, Asami Atsuo; * 1952) ist ein japanischer Amateurastronom und Asteroidenentdecker.
Er ist Mitglied der Japan Spaceguard Association (JSGA) und betreibt sein eigenes kleines Observatorium (IAU-Code 355) in Hadano, Präfektur Kanagawa, etwa 60 km südwestlich von Tokio. Dieses dient überwiegend der Beobachtung von Kometen und Asteroiden. Seine Arbeit führte im Zeitraum von 1997 bis 1999 zur Entdeckung von insgesamt sieben Asteroiden.